# Kalabrijska vojvotkinja
Kalabrijska vojvotkinja naslov je koji su nosile žene koje su bile supruge vojvoda Kalabrije.

## Capet-Anjou
- Jolanda Aragonska, vojvotkinja Kalabrije

Jolanda je bila supruga princa Roberta, umrijevši prije no što je Robert postao kralj.
- Sanča Mallorcanska

Sanča je bila postala kraljica kao Robertova druga supruga.
- Katarina Austrijska, vojvotkinja Kalabrije

Kći njemačkog kralja, Katarina se udala za Karla, vojvodu Kalabrije. Čini se da je par bio bez djece.
- Marija Valois

Kći francuskoga grofa Karla, Marija je postala vojvotkinja Kalabrije i majka kraljice Ivane I. Napuljske.
- Ivana (suo jure)

Vladarica Napulja kao Ivana I., gospa Ivana dijelila je naslov sa suprugom Andrijom, koji je bio vojvoda.

## Valois-Anjou
- Marija od Bloisa, vojvotkinja Anjoua

Kći bretonskog vojvode
- Margareta Savojska, vojvotkinja Anjoua
- Izabela, vojvotkinja Lorene

Vladarica Lorene suo jure

## Aragonska dinastija
- Izabela Clermontska
- Ippolita Maria Sforza

Talijanska plemkinja
- Trogia Gazzela
- Germaine od Foixa

Supruga vojvode Ferdinanda
- Mencía de Mendoza

## Burbonska dinastija
- Marija Izabela Španjolska

Kći Franje I. od Dviju Sicilija
- Marija Sofija Bavarska